# Carex spinirostris
Carex spinirostris là một loài thực vật có hoa trong họ Cói. Loài này được Colenso mô tả khoa học đầu tiên năm 1883.